# Heinz Maria Oeftering

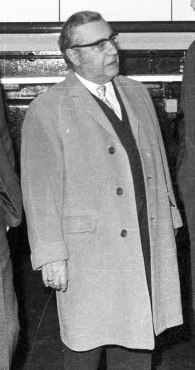
Heinz Maria Oeftering (1971)

Heinz Maria Oeftering (auch Heinz-Maria Oeftering; * 31. August 1903 in München; † 18. Mai 2004 in Frankfurt am Main) war ein deutscher Jurist und Ministerialbeamter. Von 1957 bis 1972 war er Erster Präsident der Deutschen Bundesbahn und 1957 kurzzeitig Präsident des Bundesrechnungshofs.

## Leben
Oeftering, Sohn von Ida Oeftering, geborene Rattenhuber, und des Gymnasialprofessors Michael Oeftering, besuchte ein Gymnasium in München. In München und Heidelberg studierte er Jura und spezialisierte sich auf Finanz- und Steuerrecht. Von 1932 bis 1934 war er Regierungsassistent und Regierungsrat am Reichsfinanzhof in München, danach von 1935 bis 1943 Regierungs- und Oberregierungsrat im Reichsfinanzministerium in Berlin. Im Anschluss wurde er zur Wehrmacht eingezogen, zuletzt als Unteroffizier.
Im Jahr 1945 wurde er Präsident des Rechnungshofs Rheinland-Pfalz in Speyer und ab 1948 war er Honorarprofessor für Steuerrecht an der Hochschule für Verwaltungswissenschaft in Speyer und der Universität Mainz. Bis 1949 wirkte er zudem als Vorsitzender Berater des Finanzausschusses der Militärregierung für die französische Besatzungszone. Von 1950 bis 1957 war er Ministerialdirektor im Bundesfinanzministerium, ständiger Vertreter des Staatssekretärs und Leiter der Abteilung II des Finanzministeriums in Bonn. Vom 21. Februar bis zum 12. Mai 1957 war er Präsident des Bundesrechnungshofes.
Von 1957 bis zum Erreichen der Altersgrenze im Jahr 1972 war er Erster Präsident der Deutschen Bundesbahn und bis 1977 Präsident des Verwaltungsrats der Deutschen Bundesbahn. Von 1958 bis 1960 war er der erste deutsche Präsident des Internationalen Eisenbahnverbandes (UIC) in Paris. In seiner ersten Amtszeit sank die Zahl der Beschäftigten von 537.000 auf etwa 435.000, der Umsatz stieg von 6 auf 11 Milliarden Deutsche Mark. Im Mai 1962 wurde er für weitere fünf Jahre als Erster Präsident wiederernannt. Am 5. Mai 1967 wurde er erneut in dieser Funktion ernannt. Die Amtszeit begann am 13. Mai 1967 und endete am 12. Mai 1972. Während seiner Amtszeiten wurde ein Großteil des Bahnnetzes elektrifiziert sowie der Trans-Europ-Express und InterCity (1971) eingeführt. In seiner Amtszeit wurde die Organisationsstruktur umfassend verändert; unter anderem wurde die Zahl der Bundesbahndirektionen wesentlich reduziert.
1959 und 1960 war er als erster Deutscher Präsident des Internationalen Eisenbahnverbands (UIC). Um 1967 war er Vizepräsident des Verbandes. Ende 1970 wurde er für seine Bemühungen um das Zusammenwachsen der Europäischen Eisenbahnen zum Kommandeur der Französischen Ehrenlegion ernannt. Oeftering war Mitglied in zahlreichen Aufsichtsräten, unter anderem bei Volkswagen und als Aufsichtsratsvorsitzender der Deutschen Verkehrs-Kredit-Bank (Berlin/Frankfurt). Er war Ehrenmitglied im  Eisenbahner Hochsee-Sportfischer-Verein Lübeck-Travemünde e. V. Deren hochseetüchtiges Sportfischerboot Prof. Oeftering wurde in seinem Beisein auf seinen Namen getauft.
Heinz Maria Oeftering war ab 1930 verheiratet mit Irmy Oeftering, geborene Hugel. Er starb mit 100 Jahren.

## Ehrungen

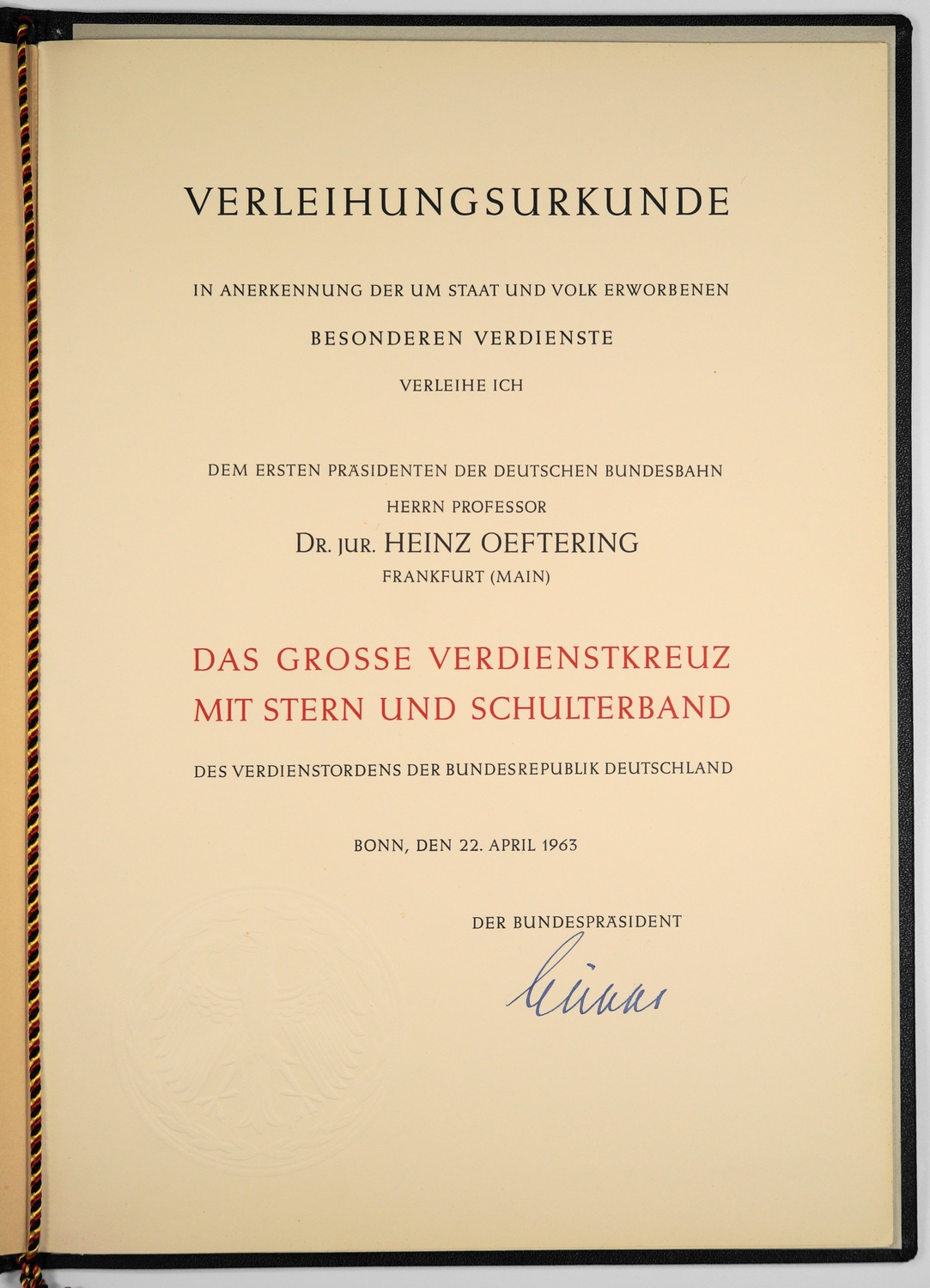
Verleihungsurkunde zum Großen Verdienstkreuz mit Stern und Schulterband des Verdienstordens der Bundesrepublik Deutschland (1963)

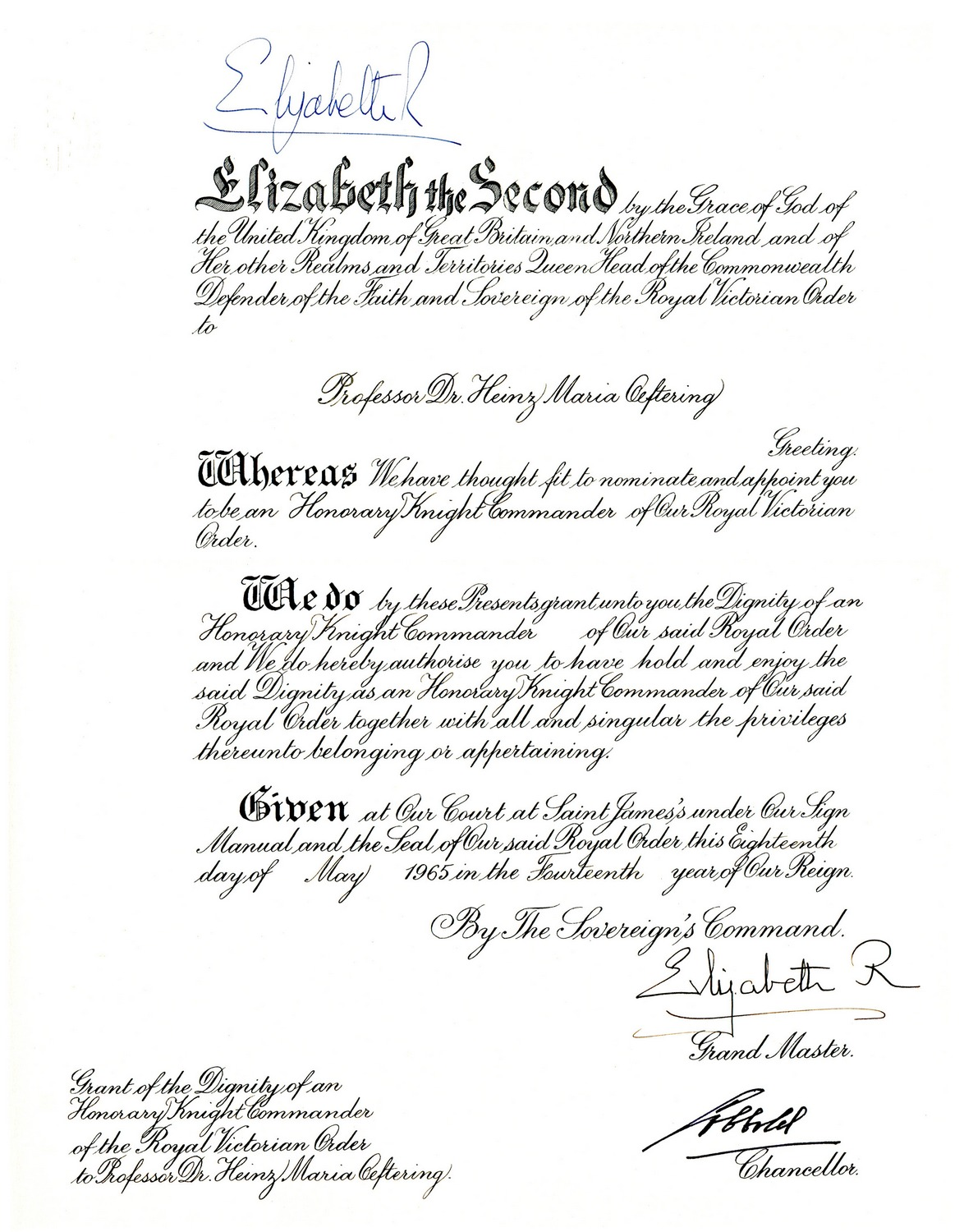
Verleihungsurkunde zum Honorary Knight Commander des britischen Viktoria-Ordens (1965)

- Bayerischer Verdienstorden (21. Mai 1962)[8]
- Kommandeur des spanischen Ordens Isabellas der Katholischen (11. März 1963)[8]
- Großes Bundesverdienstkreuz mit Stern und Schulterband (22. April 1963)[9]
- Ehrenplakette der Stadt Frankfurt am Main (31. August 1963)[8]
- Offizier der französischen Ehrenlegion (18. Dezember 1963)[8]
- Offiziersmedaille (1964)
- Ehrendoktor (Dr. jur., Dr.-Ing. E. h.) der TU Berlin, für seine Leistungen beim Aufbau der Bundesbahn (1965)[4]
- Honorary Knight-Commander des britischen Royal Victorian Order (18. Mai 1965)[8]
- Großoffizier (Großoffizierskreuz) des belgischen Ordens Leopolds II. (14. Juni 1966)[8]
- Goldene Bürgermedaille der Landeshauptstadt München (27. September 1968)[8]
- Großes Silbernes Ehrenzeichen am Bande der Republik Österreich (17. Februar 1971)[8]
- Großoffizier des niederländischen Ordens von Oranien-Nassau (25. Oktober 1971)[8]
- Kommandeur der französischen Ehrenlegion (23. Dezember 1973)[8]
- Hessischer Verdienstorden (28. Juni 2000)[8]

## Publikationen
- zahlreiche Veröffentlichungen über Steuern und Finanzen
- Kommentare zur Lohn- und Gewerbesteuer.
- Die kleine Stadt und ihr Bahnhof. 1965.